# Dusocin
Dusocin – wieś w Polsce położona w województwie kujawsko-pomorskim, w powiecie grudziądzkim, w gminie Grudziądz.

## Podział administracyjny
W latach 1934–1954 w gminie Mokre. W latach 1954–1959 wieś należała do i była siedzibą władz gromady Dusocin, po jej zniesieniu w gromadzie Świerkocin. W latach 1975–1998 miejscowość administracyjnie należała do województwa toruńskiego. W latach 1973–1991 w gminie Rogóźno; 1 stycznia 1992 włączony do gminy Grudziądz.

## Demografia
Według Narodowego Spisu Powszechnego (III 2011 r.) wieś liczyła 391 mieszkańców. Jest dwunastą co do wielkości miejscowością gminy Grudziądz.

## Położenie
Przez wieś przechodzi droga krajowa nr 55.

## Historia i zabytki
Wieś wzmiankowana w 1285 roku. W 1437 roku wzmiankowany folwark krzyżacki i wieś należące do komturstwa grudziądzkiego, które po 1466 roku przeszły na własność starostwa grudziądzkiego. We wsi można znaleźć pozostałości chałup w typie budownictwa kolonistów olęderskich, o drewnianej konstrukcji zrębowej z dachami siodłowymi krytymi strzechą (obecnie znaczne przeróbki).
Dusocin w okresie międzywojennym był siedzibą komisariatu Straży Celnej oraz ulokowano tu placówkę Straży Celnej.
Według rejestru zabytków NID na listę zabytków wpisana jest zagroda wiejska nr 39, ok. poł. XIX w., nr rej.: A/637/1-3 z 3.07.1993: dom mieszkalny i obora.
1 stycznia 1992 przyłączony z gminy Rogóźno do gminy Grudziądz.

## Znane osoby
W tej wsi urodził się 21 sierpnia 1850 Ludwik Rydygier. We wsi znajduje się budynek – miejsce jego urodzenia.